# Deuteronomos rufescens
Deuteronomos rufescens là một loài bướm đêm trong họ Geometridae.